# Quinto Gavio Ático
Quinto Gavio Ático (en latín: Quintus Gavius Atticus) fue un senador romano del siglo I, que desarrolló su carrera política bajo Nerón y la dinastía Flavia.
Su único cargo conocido fue el de consul suffectus en los meses de mayo y junio de 85
, bajo Domiciano.